# Antiochus IV av Kommagene
Antiochus IV av Kommagene, död efter 72 e.Kr., var regerande kung av Kommagene mellan 38 och 72 e.Kr.